# Lucy Lyttelton Cameron
Lucy Lyttelton Cameron, född 1781, död 1858, var en brittisk författare. Hon var redaktör för Nursery and Infants' Schools Magazine 1831-1852, och skrev barnböcker med religiösa motiv. 